# Kronolekt
En kronolekt är det språkbruk som är typiskt inom en specifik åldersgrupp, till exempel ungdomars sätt att samtala med varandra. En kronolekt kan kännetecknas av såväl specifik vokabulär och grammatiska företeelser som samtalsämnen.